# معاهدة راستات

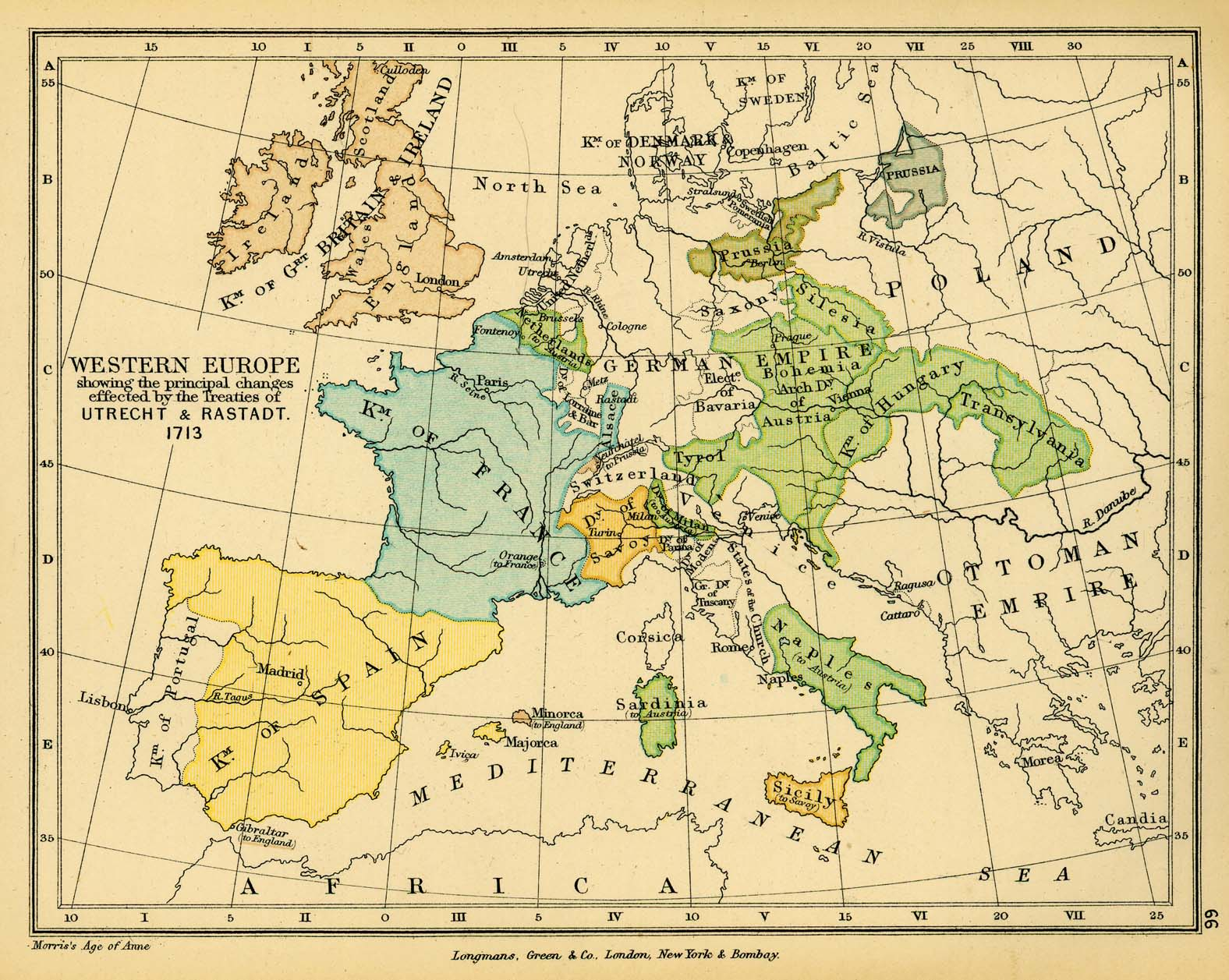
أوروبا عقب انتهاء حرب الخلافة الأسبانية

معاهدة راستات وقِعت في 7 آذار/مارس، هي بالأساس تتمةً معاهدة أوترخت. كانت نتيجة لمفاوضات دارت بين عامي 1713 و 1714 بين مارشال فرنسا كلود لويس هيكتور من فيلار والأمير النمساوي يوجين من سافوي. أسدلت المعاهدتان الستار على حرب الخلافة الأسبانية (1701- 1714). وأنهت معاهدة راستات بشكل خاص النزاع الذي كان قائما بين الملك لويس الرابع عشر ( فرنسا) والإمبراطور شارل السادس ( الإمبراطورية الرومانية المقدسة) وذلك بعد أن توقفت بقية الحروب بين الأطراف الأوربية الأخرى.

## مواضيع ذات صلة
- حرب الخلافة الأسبانية